# Mattigatti, Kundgol
Mattigatti là một làng thuộc tehsil Kundgol, huyện Dharwad, bang Karnataka, Ấn Độ.